# درووات قرغان
درووات قرغان (به لاتین: Daroot-Korgon) یک منطقهٔ مسکونی در قرقیزستان است که در منطقه چونگ آلای واقع شده‌است. داروت-کورگون ۴٬۷۲۶ نفر جمعیت دارد و ۲٬۴۶۹ متر بالاتر از سطح دریا واقع شده‌است.